# Ugíjar
Ugíjar är en ort och kommun i provinsen Granada i den autonoma regionen Andalusien i södra Spanien. Orten ligger cirka 54 kilometer sydost om Granada. Kommunen har 2 561 invånare (2024), på en yta av 66,96 km².